# Persone di cognome Griffin
| Questa pagina contiene informazioni ricavate automaticamente dalle voci biografiche con l'ausilio del template Bio e di un bot. L'aggiornamento è periodico e automatico e ricostruisce completamente la pagina. Se manca una persona in questa lista, sei pregato di non aggiungerla, ma accertati piuttosto che la sua voce biografica contenga il template Bio e che i dati anagrafici siano correttamente compilati. Se il template Bio manca, inseriscilo tu stesso o, in alternativa, metti l'avviso {{tmp\|Bio}} che ne segnala la mancanza. Se i dati riportati sono sbagliati, correggi direttamente la voce biografica; le modifiche saranno visibili in questa lista entro pochi giorni. Per chiarimenti vedi il progetto antroponimi. La lista contiene solo le 71 persone che sono citate nell'enciclopedia e per le quali è stato implementato correttamente il template Bio. Pagina aggiornata al 23 giu 2025. |

Questa è una lista di persone presenti nell'enciclopedia che hanno il cognome Griffin, suddivise per attività principale.

## Allenatori di pallacanestro(1)
- Adrian Griffin, allenatore di pallacanestro e ex cestista statunitense (Wichita, n. 1974)

## Architetti(1)
- Walter Burley Griffin, architetto statunitense (Maywood, n. 1876 - Lucknow, † 1937)

## Artisti(1)
- Rick Griffin, artista statunitense (n. 1944 - † 1991)

## Artisti marziali misti(1)
- Forrest Griffin, artista marziale misto statunitense (Columbus, n. 1979)

## Attori(6)
- Danny Griffin, attore e modello britannico (Londra, n. 1997)
- Dax Griffin, attore statunitense (Atlanta, n. 1972)
- Eddie Griffin, attore statunitense (Kansas City, n. 1968)
- Khamani Griffin, attore statunitense (Oakland, n. 1998)
- Mark Griffin, attore britannico (Basingstoke, n. 1968)
- Tim Griffin, attore statunitense (Chicago, n. 1969)

## Attrici(5)
- Kathy Griffin, attrice, personaggio televisivo e comica statunitense (Oak Park, n. 1960)
- Lynette Griffin, attrice statunitense (Chicago, n. 1905)
- Morgan Griffin, attrice australiana (Bugela, n. 1992)
- Nikki Griffin, attrice statunitense (Vicksburg, n. 1978)
- Debra Paget, attrice statunitense (Denver, n. 1933)

## Calciatori(2)
- Andy Griffin, ex calciatore britannico (Higher End, n. 1979)
- Danny Griffin, ex calciatore nordirlandese (Belfast, n. 1977)

## Cantautori(2)
- Marc E. Bassy, cantautore statunitense (San Francisco, n. 1987)
- Sid Griffin, cantautore, musicista e scrittore statunitense (Louisville, n. 1955)

## Cantautrici(1)
- Patty Griffin, cantautrice e musicista statunitense (Old Town, n. 1964)

## Cardinali(1)
- Bernard William Griffin, cardinale e arcivescovo cattolico inglese (Birmingham, n. 1899 - New Polzeath, † 1956)

## Cestiste(1)
- Kelsey Griffin, cestista statunitense (Anchorage, n. 1987)

## Cestisti(12)
- A.J. Griffin, ex cestista statunitense (Dallas, n. 2003)
- Rod Griffin, ex cestista e allenatore di pallacanestro statunitense (Fairmont, n. 1956)
- Blake Griffin, ex cestista statunitense (Oklahoma City, n. 1989)
- Bryan Griffin, cestista statunitense (Pomona, n. 1998)
- Chase Griffin, ex cestista e allenatore di pallacanestro statunitense (Redmond, n. 1983)
- Eddie Griffin, cestista statunitense (Filadelfia, n. 1982 - Houston, † 2007)
- Eric Griffin, cestista statunitense (Orlando, n. 1990)
- Greg Griffin, ex cestista statunitense (Cleveland, n. 1952)
- Malcolm Griffin, cestista statunitense (Chicago, n. 1991)
- Paul Griffin, ex cestista statunitense (Shelby, n. 1954)
- Reggie Griffin, ex cestista statunitense (Little Rock, n. 1980)
- Taylor Griffin, ex cestista statunitense (Oklahoma City, n. 1986)

## Conduttori televisivi(1)
- Merv Griffin, conduttore televisivo statunitense (San Mateo, n. 1925 - Los Angeles, † 2007)

## Etologi(1)
- Donald Griffin, etologo e zoologo statunitense (Southampton, n. 1915 - Lexington, † 2003)

## Filosofi(1)
- David Ray Griffin, filosofo e scrittore statunitense (Wilbur, n. 1939 - † 2022)

## Fisici(1)
- Michael Douglas Griffin, fisico e ingegnere statunitense (Aberdeen, n. 1949)

## Giocatori di baseball(1)
- Alfredo Griffin, ex giocatore di baseball e allenatore di baseball dominicano (Santo Domingo, n. 1957)

## Giocatori di football americano(6)
- Archie Griffin, ex giocatore di football americano statunitense (Columbus, n. 1954)
- Lideatrick Griffin, giocatore di football americano statunitense (Philadelphia, n. 2001)
- Ryan Griffin, giocatore di football americano statunitense (Londonderry, n. 1990)
- Ryan Griffin, giocatore di football americano statunitense (Santa Monica, n. 1989)
- Shaquem Griffin, ex giocatore di football americano statunitense (St. Petersburg, n. 1995)
- Shaquill Griffin, giocatore di football americano statunitense (St. Petersburg, n. 1995)

## Giocatori di poker(1)
- Gavin Griffin, giocatore di poker statunitense (Darien, n. 1981)

## Imprenditori(1)
- Kenneth C. Griffin, imprenditore statunitense (Daytona Beach, n. 1968)

## Ingegneri(1)
- Gerald D. Griffin, ingegnere aeronautico statunitense (Athens, n. 1934)

## Musicisti(1)
- Eric Griffin, musicista statunitense (Boston, n. 1976)

## Nuotatrici(1)
- Winifred Griffin, nuotatrice neozelandese (n. 1932 - † 2018)

## Pistard(1)
- Mia Griffin, pistard e ciclista su strada irlandese (Glenmore, n. 1998)

## Politiche(1)
- Theresa Griffin, politica britannica (Coventry, n. 1962)

## Politici(3)
- Cyrus Griffin, politico statunitense (Farnham, n. 1749 - Yorktown, † 1810)
- Nick Griffin, politico britannico (Londra, n. 1959)
- Marvin Griffin, politico e generale statunitense (Bainbridge, n. 1907 - Tallahassee, † 1982)

## Pugili(2)
- Montell Griffin, ex pugile statunitense (Chicago, n. 1970)
- Randy Griffin, pugile statunitense (Filadelfia, n. 1976)

## Rapper(4)
- Professor Griff, rapper, educatore e attivista statunitense (Roosevelt, n. 1960)
- MC 900 Ft. Jesus, rapper statunitense (Kentucky, n. 1957)
- Warren G, rapper, beatmaker e produttore discografico statunitense (Long Beach, n. 1970)
- Rakim, rapper e attivista statunitense (New York, n. 1968)

## Registe(1)
- Annie Griffin, regista, sceneggiatrice e produttrice cinematografica statunitense (New York, n. 1960)

## Registi(2)
- Frank Griffin, regista, sceneggiatore e attore statunitense (Norfolk, n. 1886 - Los Angeles, † 1963)
- Phil Griffin, regista statunitense

## Saggiste(1)
- Susan Griffin, saggista, poeta e drammaturga statunitense (Los Angeles, n. 1943)

## Sassofonisti(1)
- Johnny Griffin, sassofonista statunitense (Chicago, n. 1928 - Availles-Limouzine, † 2008)

## Schermitrici(1)
- Maureen Griffin, ex schermitrice canadese (n. 1963)

## Sciatrici alpine(1)
- Bobbi Jo Griffin, sciatrice alpina statunitense (n. 2005)

## Tennisti(1)
- Clarence Griffin, tennista statunitense (San Francisco, n. 1888 - † 1973)

## Vescovi cattolici(1)
- James Aloysius Griffin, vescovo cattolico statunitense (Chicago, n. 1883 - Chicago, † 1948)

## Viaggiatrici(1)
- Jane Griffin, viaggiatrice e filantropa britannica (Londra, n. 1791 - Londra, † 1875)